# Otacilia subovoidea
Otacilia subovoidea es una especie de araña araneomorfa del género Otacilia, familia Phrurolithidae. Fue descrita científicamente por Liu en 2020.
Habita en China. El holotipo masculino mide 3,44 mm y el paratipo femenino 3,57 mm.